# کانور
کانور (به انگلیسی: Kannur) یک شهر در هند است که در ایالت‌ کرالا مرکز بخش کنور واقع شده‌است.

## خصوصیات
کانور ۶۳٬۷۹۵ نفر جمعیت دارد.